# Угљеша Радиновић
Угљеша Радиновић (Нови Сад, 25. августа 1993) српски је фудбалер.